# 希思罗机场5号航站楼旅客自动输送系统
希思罗国际机场5号航站楼旅客运送车是一個自動旅客捷運系統（APM）在英國倫敦的希思羅機場。它在希思羅機場5号航站楼大樓內運營，並在主要機場航站楼和離港/進港口之間運送航空旅客，離登機口/到達口距離衛星大樓的主航站楼有一定距離。

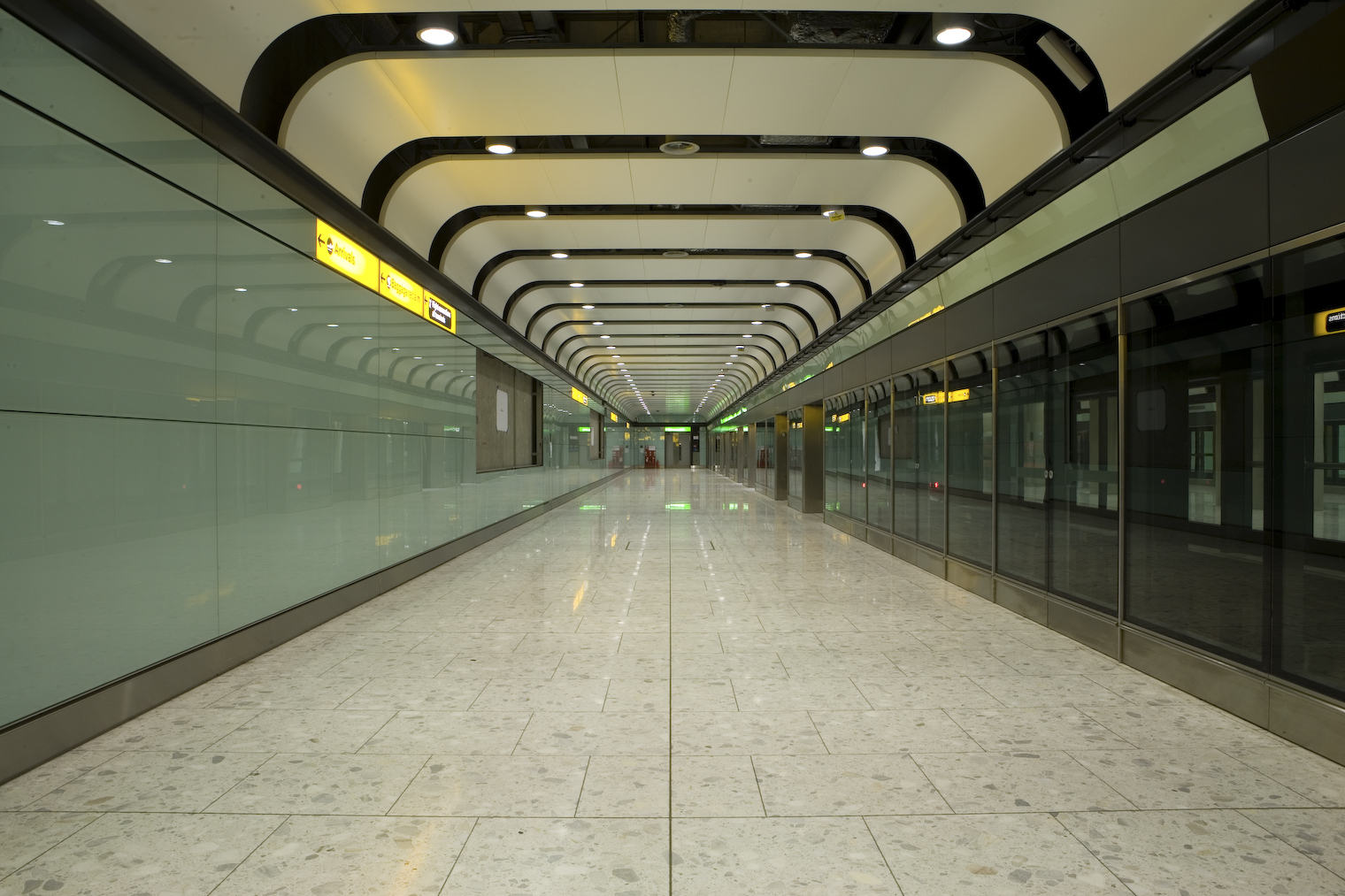
旅客运送车车站月台

## 歷史
5号航站楼旅客运送车於2008年在5号航站楼啟用時投入運營。這是Innovia APM 200車輛的首次部署。最初，該系統有 2 個站點，分別在5A航站楼和5B航站楼之間運行，由兩輛3座运送车組成。2011年，該線擴展至5C航站楼，APM車隊擴展至五輛車。

## 路線
希思羅機場5号航站楼的运送车在一條雙向隧道中行駛，總長為0.67公里（0.42英里）。系統有3個車站：5A航站楼（A1-A23登機門），5B航站楼（B32-B48登機門）和5C航站楼（C52-C66登機門）。旅客專用於“ 空側 ”操作，這意味著該系統只能由首先經過機場安全檢查的旅客訪問。
倫敦希思羅機場5号航站楼（PRT）是一個完全獨立的個人快速運輸系統，在停車場和5号航站楼之間運行。

## 車輛
该运输系统由9辆庞巴迪Innovia APM 200车辆组成的小型列车运行，每小时每个方向运送6,500多名乘客。